# Zuchtbuch

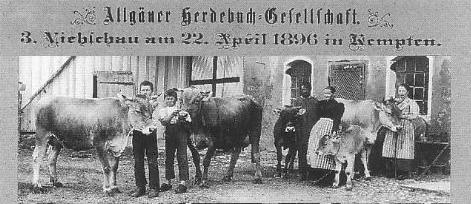
Viehschau Kempten 1896, Allgäuer Herdebuch-Gesellschaft

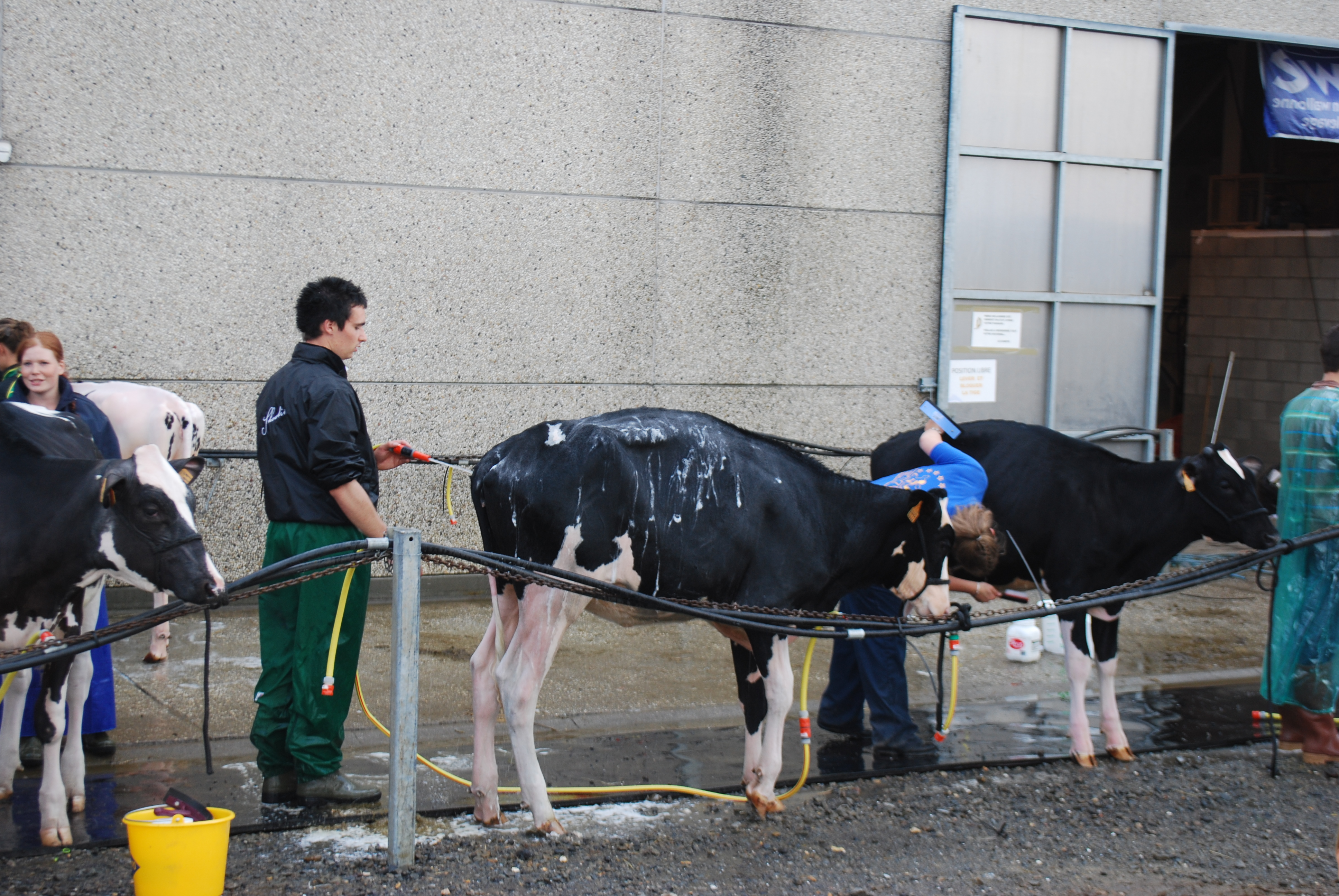
Vorbereitung eines Jungrindes in Battice, Belgien

Das Zuchtbuch (auch Herdbuch oder Zuchtstammbuch) ein Register von Tieren einer bestimmten Rasse, das von einem Zuchtverband geführt wird. 
Die Zuchttiere  werden meist als Jungtiere von ihren Züchtern eingetragen. Zuchtbücher stellen in der Regel Bescheinigungen für die eingetragenen Tiere aus, die als Abstammungsnachweis dienen.  

## Typen von Zuchtbüchern
Zuchtbücher und Zuchtverbände gibt es für verschiedene Tierarten wie Hunde, Pferde, Kühe und Katzen. Die European Association of Zoos and Aquaria führt auch Zuchtbücher für in Gefangenschaft gehaltene Tierarten, vom Erdferkel bis zum Zebra.
Ein geschlossenes Zuchtbuch strebt eine Reinzucht an und lässt kein Fremdblut zu. Das ist oft in der Liebhaberzucht zu finden, aber auch beim englischen Vollblut. 
Ein offenes Zuchtbuch kann dagegen zumindest im Vorbuch auch Tiere aufnehmen, deren Eltern nicht eingetragen sind, wenn sie den Anforderungen der jeweiligen Rasse genügen. Bei Zuchtschauen entscheiden Richter über die Aufnahme in das Zuchtbuch. Meist geht das nur mit weiblichen Tieren, die von einem eingetragenen männlichen Tier gedeckt werden sollen. Die Nachkommen bleiben dann meist im Vorbuch. Später können ihre Nachkommen ins Stammbuch und Hauptstammbuch aufgenommen werden. Nur wenn der Vater im Hauptstammbuch eingetragen ist, erhält ein Jungtier volle Papiere. Dieses Zuchtverfahren wird beispielsweise bei deutschen Warmblütern verwendet.
Es gibt auch betrügerische Organisationen, die sich Zuchtbuch nennen, obwohl sie nur ein Marketinginstrument für Tierhändler, insbesondere in der Welpenindustrie, sind. Mit der Eintragung verdienen sie zusätzlich Geld. Solche Organisationen werden von den bundesweiten Tierzuchtverbänden nicht anerkannt.

## Geschichte
Die ersten bekannten Zuchtbücher stammen aus dem 2. Jahrtausend v. Chr., so existieren beispielsweise Zuchtbücher in hethitischer Sprache aus dem 14. Jahrhundert v. Chr. In England wurde schon 1793 mit dem General Stud Book das erste moderne Zuchtbuch angelegt, welches bis zur Gegenwart fortgeführt worden ist und die Abstammungsnachweise der englischen Vollblutpferde enthält. Das erste deutsche Zuchtbuch war das Norddeutsche Gestütbuch von 1842, der Vorgänger des Allgemeinen Deutschen Gestütbuchs (ADGB), das vom Direktorium für Vollblutzucht und Rennen in Köln geführt wird. 
1868 gründete sich im Königreich Sachsen der Verein zur Verbesserung des Rindviehs Oldenburger Rasse, der das erste bekannte Zuchtbuch das  Herdbuch zur Reinzucht der Oldenburger Milchrasse im Königreich Sachsen anlegte.
Ausgehend von der englischen Pferdezucht entwickelten sich im 19. Jahrhundert zahlreiche Zuchtvereine von Haustierrassen, die Herd- oder Stammbücher anlegten. Das erste Zuchtbuch für Wildtiere war das Zuchtbuch für Wisente, das von der 1923 gegründeten Internationalen Gesellschaft für die Erhaltung des Wisents geführt wurde und auf die jahrelange Arbeit von Kurt Priemel, dem damaligen Direktor des Frankfurter Zoos, und Ludwig Zukowsky, dem wissenschaftlichen Mitarbeiter der Tierhandlung Carl Hagenbeck, zurückgreifen konnte. Nach 1945 wurde die Führung des Zuchtbuches dem Warschauer Zoo übertragen. Das zweite Zuchtbuch für Wildtiere war das Zuchtbuch für Przewalskipferde, die einzige Unterart des Wildpferdes, die bis heute in reiner Form überlebt hat. Es wurde zunächst von Erna Mohr geführt und 1959 anlässlich des 1. Internationalen Symposiums zur Erhaltung des Wildpferdes dem Prager Zoo übergeben, wo es noch heute geführt wird.
In den folgenden Jahren wurde von verschiedenen Zoos weltweit die Führung von Zuchtbüchern bedrohter Tierarten übernommen. So führt beispielsweise der Tierpark Berlin die Zuchtbücher für Afrikanische Wildesel, Halbesel, Vietnam-Sikahirsche und Mesopotamische Damhirsche, der Zoo Leipzig die Zuchtbücher für Sibirische Tiger, Anoas und Mähnenwölfe, der Zoo Korkeasaari (Helsinki) das Zuchtbuch für Schneeleoparden und der Zoo Rostock das Zuchtbuch für Eisbären.
Am längsten in einer Hand wurde das Zuchtbuch für Orang-Utans geführt, das 1982 von Clemens Becker angelegt wurde, der seit 1985 im Karlsruher Zoo arbeitete, die meiste Zeit bis zu seinem Ruhestand Ende 2022 als stellvertretender Direktor.

## Tierarten

### Pferdezucht
In der Pferdezucht werden Stuten in das Stutbuch und gekörte Hengste in das Hengstbuch eingetragen.

### Rinderzucht

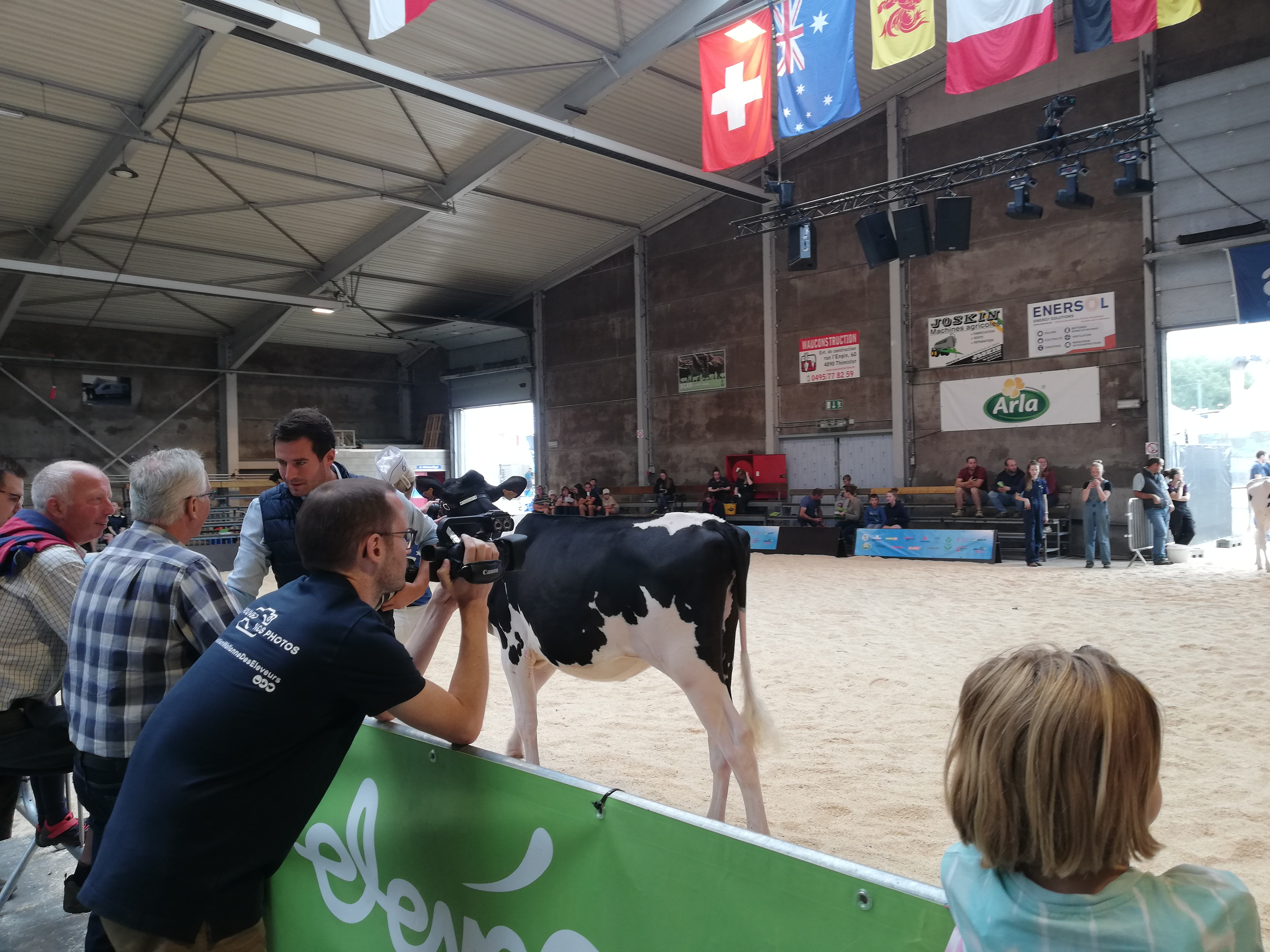
Vorführen eines Rindes im Ring

Ab 1860 gründeten sich in verschiedenen deutschen Ländern und auch in Holland und den USA Zuchtorganisationen und -vereine zur Verbesserung der Leistungen der Milchrinder. Die ersten Zuchtverbände hatten innerhalb ihres Verbreitungsgebiets ein geschlossenes Herdbuch. Tiere aus anderen Zuchtgebieten wurden nicht in das Herddbuch aufgenommen. Neben der Milchleistungsprüfung waren von Anfang an Tierschauen wichtig für die weitere Zuchtarbeit. In diesen wurde anfangs auf einen einheitlichen Phänotyp gezüchtet.
Ab den 1960er Jahren wurden die Herdbücher der Zuchtverbände für Milchleistungstiere geöffnet. Insbesondere die deutsche Schwarzbuntzucht war dabei Vorreiter, indem aus den USA importierte männliche und weibliche Holstein-Friesian zum Einsatz kamen. Bekanntester Vererber, der sich über die Künstliche Besamung stark verbreitete, war der Bulle Pabst Ideal. Später folgten auch fast alle anderen Milchrassen.
In Herdbüchern für Fleischrinder geht ein Zuchtwert für die Fleischnutzung ein. Bei den Rassen Angus und Wagyu gibt es ein geschlossenes Herdbuch, in das nur Tiere mit einer lückenlosen reinrassigen Abstammung aufgenommen werden.
Bis in die 1980er Jahre unterlag die Nutztierzucht staatlichen Kontrollen, wo für die Umsetzung der entsprechenden Gesetze und Verordnungen spezielle „Tierzuchtämter“ eingerichtet waren. Diese wurden erst Fachabteilung der Landwirtschaftsämter, bevor sie Ende der 1980er Jahre ganz aufgelöst wurden. Seitdem ist die Zucht rein privatrechtlich organisiert.

### Hundezucht
Das erste Zuchtbuch (en: stud book) für Rassehunde wurde 1873 vom englischen The Kennel Club herausgegeben. Heute ist die Fédération Cynologique Internationale (FCI) die größte internationale Dachorganisation für Hundezucht. Sie legt Regeln zur Zucht fest und publiziert Festlegungen ihrer nationalen Mitgliedsorganisationen zu Rassestandards. In Deutschland koordiniert der Verband für das Deutsche Hundewesen (VDH) die verschiedenen Rassehunde-Zuchtvereine.

### Schweinezucht
Die Zuchtgenossenschaft für das Meißner Schwein wurde 1888 gegründet und führte das erste Herdbuch für Schweine im deutschsprachigen Gebiet. Wie viele andere ursprüngliche Landrassen wurde sie später Teil der Deutschen Landrasse. Nachdem schon seit den 1960er Jahren die Reinzucht von Schweinen zugunsten der Kreuzungszucht von Mastschweinen aus fruchtbaren Müttern (deutsche Landrasse, Belgische Landrasse oder Dänische Landrasse) und fleischreichen Vatertieren (Pietrain) weitestgehend verdrängt wurde, sind mittlerweile durch die Hybridzucht viele alte Schweinerassen gefährdet und die Herdbücher gewährleisten nur noch eine Erhaltungszucht.

### Rassegeflügelzucht
Innerhalb des Bundes Deutscher Rassegeflügelzüchter (BDRG) besteht die Möglichkeit freiwillig an einem Zuchtbuch der jeweiligen Rasse teilzunehmen. Zusätzlich führen im Rahmen der Erhaltungszucht mehrere Zuchtringe ein eigenes Zuchtbuch.